# Nuno Álvares Pereira
Nuno Álvares Pereira (Cernache do Bonjardim, Portugal 24 de junio de 1360 -  Lisboa, 1 de abril de 1431, domingo de Pascua) el Santo condestable "Protector de Portugal", fue un religioso, militar y aristócrata portugués del siglo XIV, que luego sería canonizado por el papa Benedicto XVI y conocido como San Nuño de Santa María.
Es considerado el estratega militar más brillante de la historia de Portugal, fundamentalmente por su desempeño durante el interregno de 1383-1385, desatado a partir de un conflicto sucesorio entre Juan I de Portugal y la corona de Castilla.
Las capacidades militares de Nuno estaban caracterizadas por su profunda espiritualidad. El eje principal de sus arengas constituía la defensa de la libertad, y la devoción a la Eucaristía y a la Virgen María. Asiduo a la oración mariana, participaba diariamente de las misas. El estandarte que eligió como insignia personal llevaba las imágenes de Cristo crucificado, María y de los santos caballeros Santiago y Jorge. Hizo construir a costa suya numerosas iglesias y monasterios, entre los que se encuentran el Convento do Carmo.
Dueño de una enorme fortuna, era Condestable de Portugal, es decir, comandante en jefe del ejército, 38.º mayordomo mayor del reino, 7.º conde de Barcelos, 3.º conde de Ourém y 2.º conde de Arraiolos.
En el año 1423 repentinamente cedió todos sus bienes y se volcó a la vida religiosa ingresando en la Orden de Nuestra Señora del Monte Carmelo. A pesar de haber sido el colaborador más cercano del rey Juan I de Portugal, eligió el rango más humilde: fraile donado, y se dedicó al servicio de la Iglesia y de los pobres cumpliendo con ese mandato hasta su muerte.
Durante su último año de vida, el rey Juan pasó largas estadías en el Convento do Carmo. Además de la admiración que le despertaba, siempre consideró a Nuño como su amigo más próximo.

## Biografía
Nació en la villa de Cernache do Bonjardim, concejo de Sertã (Distrito de Castelo Branco). Casó con Leonor de Alvim en 1376 en Vila Nova da Rainha, del concejo de Azambuja. Cuando el rey Fernando I de Portugal murió en 1383, dejando como heredera a su hija Beatriz, ya desposada, aunque niña, con el rey Juan I de Castilla, Nuno fue uno de los primeros nobles que apoyaron las pretensiones a la corona del maestre de la Orden de Avis (futuro rey Juan I de Portugal). A pesar de ser hijo ilegítimo de Pedro I de Portugal, las clases populares y gran parte de la nobleza portuguesa se opusieron rotundamente a que Portugal se uniera territorial y políticamente con Castilla. Después de la primera victoria de Álvares Pereira frente a los castellanos en la batalla de Atoleiros en abril de 1384, Juan de Avís lo nombra condestable de Portugal y conde de Ourém.
El 6 de abril de 1385, Juan de Avís es reconocido por las cortes reunidas en Coímbra como Rey de Portugal. Esta posición de fuerza portuguesa desencadena una respuesta de Castilla. Juan de Castilla invade Portugal con vista a proteger los intereses de su mujer Beatriz. Álvares Pereira toma el control de la situación en el terreno e inicia una serie de cercos a las ciudades leales a Castilla, localizadas principalmente en el norte del país. El 14 de agosto, Álvares Pereira muestra su genio militar al vencer en la batalla de Aljubarrota al frente de un pequeño ejército de 6500 portugueses y aliados ingleses, contra los 30 000 soldados de Castilla y Francia. La batalla vendría a ser decisiva para el fin de la inestabilidad política de 1383-1385, y en la consolidación de la independencia portuguesa. Terminada la amenaza castellana, Nuno Álvares Pereira permaneció como condestable del reino y fue hecho conde de Arraiolos y Barcelos. Entre 1385 y 1390, año de la muerte de Juan de Castilla, hizo incursiones contra la frontera de Castilla, con el objetivo de mantener la presión y disuadir al país vecino de nuevos ataques, obteniendo entre otras la victoria sobre los castellanos en la batalla de Valverde (15 de octubre de 1385), en Valverde de Mérida), y que acabaría conduciendo a la firma, en 1411, del Tratado de Ayllón.
Según algunas fuentes, en 1415 participó en la conquista de Ceuta, mandando tropas portuguesas en la que sería la primera conquista de los descubrimentos portugueses, precisamente 30 años más tarde de su gran victoria de Aljubarrota.

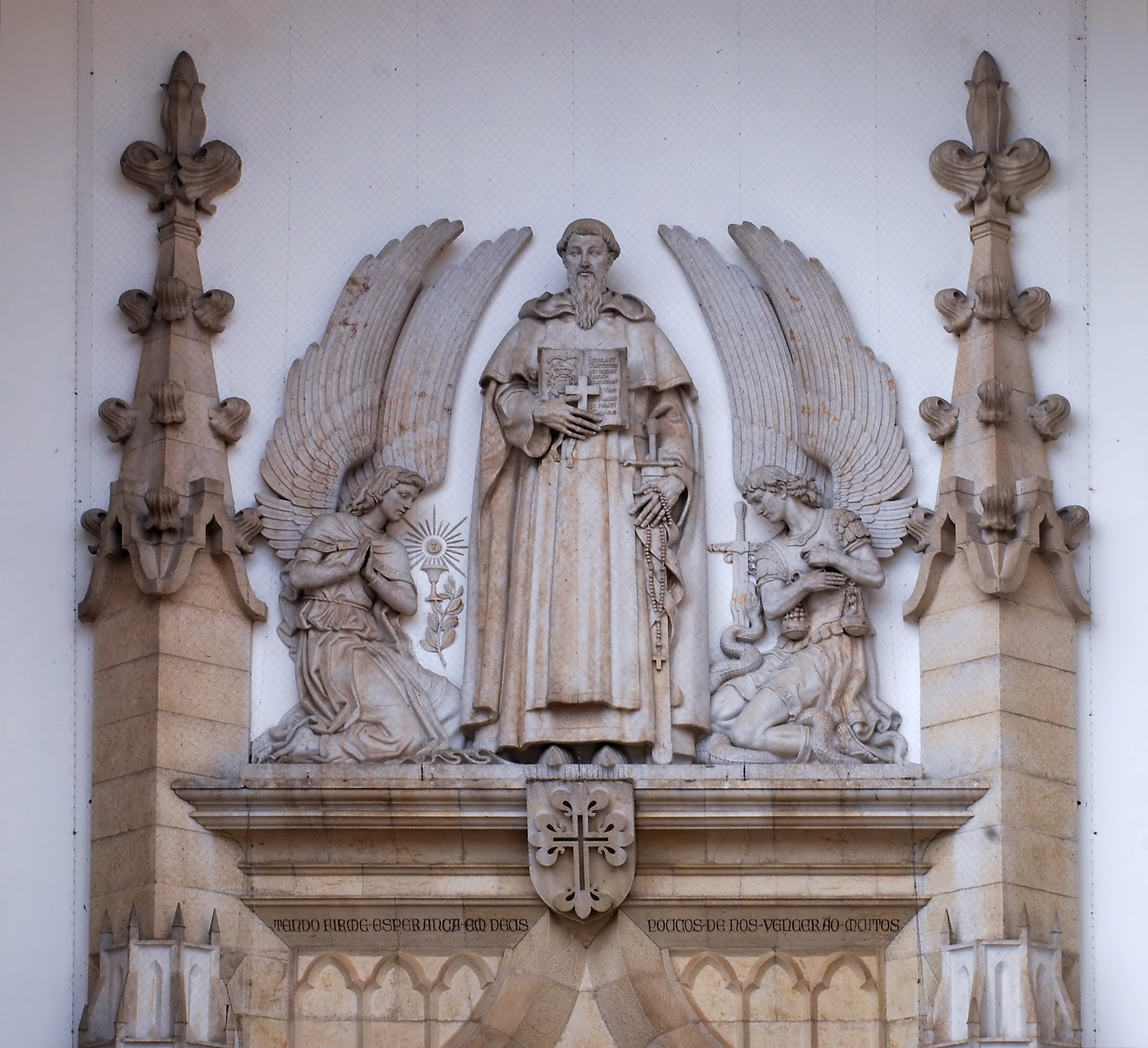
Mausoleo en Lisboa.

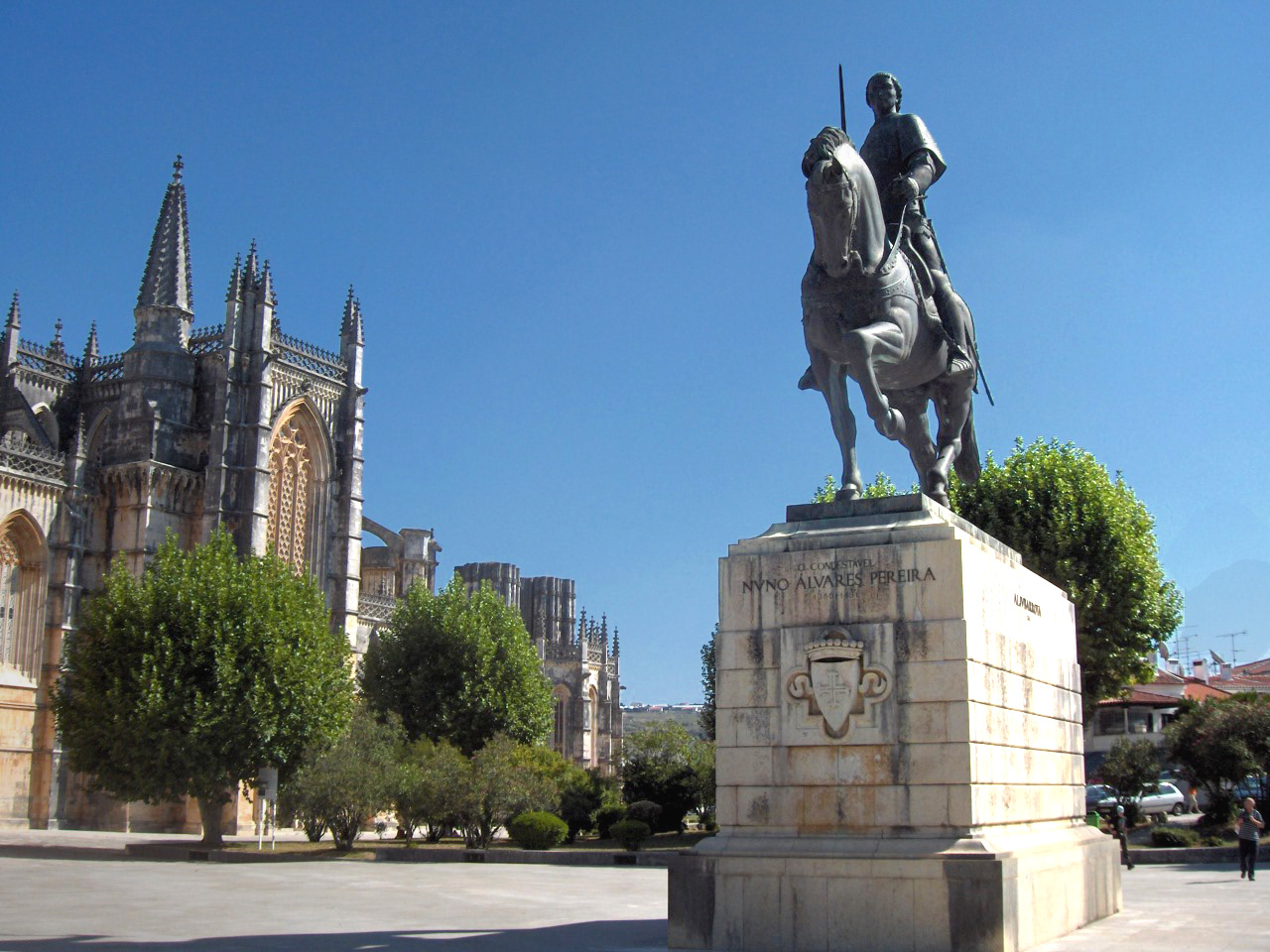
Estatua ecuestre de Dom Nuno Álvares Pereira, frente al Monasterio de Batalha.

### Descendencia
Había casado en 1376 con Leonor de Alvim (sobrina del cortesano Pedro Coelho) con quien tuvo tres hijos.
Pero solo una hija, Beatriz Pereira de Alvim, llegó a edad adulta, siendo casada con un hijo natural de D. Juan I de Portugal; Alfonso de Portugal (primer duque de Braganza) y dando origen a la ilustre Casa de Braganza (que reinaría Portugal tres siglos después).
Por lo tanto, a través del matrimonio de su hija, Nuno es antepasado de varias de las casas reales europeas, incluida la española (Isabel de Barcelos, hija de Beatriz y Alfonso, fue la abuela materna de Isabel la Católica).

### Vida religiosa
Nuno Álvares Pereira quedó viudo en 1388. Años más tarde declaró públicamente su hastío de la vida militar y cortesana, cedió la mayor parte de su gigantesca fortuna (títulos, bienes y tierras) a su hija Beatriz (mujer del duque de Braganza) y se hizo carmelita, entrando en 1423 en el Convento do Carmo de Lisboa, que él mismo había fundado años atrás en cumplimiento de un voto.
Toma el nombre de Hermano Nuno de Santa María. Allí permanece hasta su muerte, ocurrida el 1 de abril de 1431, un domingo de Pascua. Durante su último año de vida, el rey Juan I de Portugal le hizo una visita al Carmo. Juan siempre consideró que Nuno Álvares Pereira era su amigo más próximo, quien le colocará en el trono y salvará la independencia de Portugal.
El túmulo de Nuno Álvares Pereira fue destruido en el terremoto de 1755. Su epitafio decía: «Aquí yace el famoso Nuno, el Condestable, fundador de la Casa de Braganza, excelente general, beato monje, que durante su vida en la tierra tan ardientemente deseó el Reino de los Cielos después de la muerte, y mereció la eterna compañía de los Santos. Sus honras terrenales fueron incontables, pero les volvió la espalda. Fue un gran Príncipe, pero se hizo humilde monje. Fundó, construyó y dedicó esta iglesia donde descansa su cuerpo.»

### Beatificación
Nuno Álvares Pereira fue beatificado el 23 de enero de 1918 por el papa Benedicto XV. Su día festivo es el 6 de noviembre. Recibió el nombre de Beato Nuno de Santa María.

### Canonización
El proceso de canonización, abierto y activo desde 1940, fue congelado por el papa Pío XII por causa del fuerte tinte político nacionalista que el régimen de Salazar le estaba dando a este asunto. Ello no impidió que en 1953 fuese solemnemente inaugurada en Lisboa la primera iglesia dedicada al santo, la Iglesia del Santo Condestable, situada en la zona de Campo de Ourique.
Reactivado el proceso en 2004 por iniciativa del patriarca de Lisboa José da Cruz Policarpo, el condestable es finalmente canonizado por el papa Benedicto XVI el 26 de abril de 2009. Es desde entonces conocido como San Nuno de Santa María o San Nuño.
En Portugal su memoria litúrgica tradicional era el 6 de noviembre; no obstante, en su canonización se fijó la festividad de este santo en el 1 de noviembre, fecha de su fallecimiento.